# بنای توباغی
بقایای بنای توباغی مربوط به سده‌های میانه دوران‌های تاریخی پس از اسلام است و در شهرستان فراشبند، بخش دهرم، دهستان دهرم، غرب روستای احمدآباد واقع شده و این اثر در تاریخ ۲۷ بهمن ۱۳۸۷ با شمارهٔ ثبت ۲۴۷۳۲ به‌عنوان یکی از آثار ملی ایران به ثبت رسیده است.